# Гамбурзький зоопарк
Гамбурзький зоопарк або зоопарк Гаґенбека (нім. Tierpark Hagenbeck) — зоопарк, розташований у німецькому місті Гамбург.
Це перший у світі зоопарк, в якому для тварин відтворено природні умови їх проживання — дерева, водойми, скелі.

## З історії та сьогодення зоопарку

Старий вхід до зоопарку

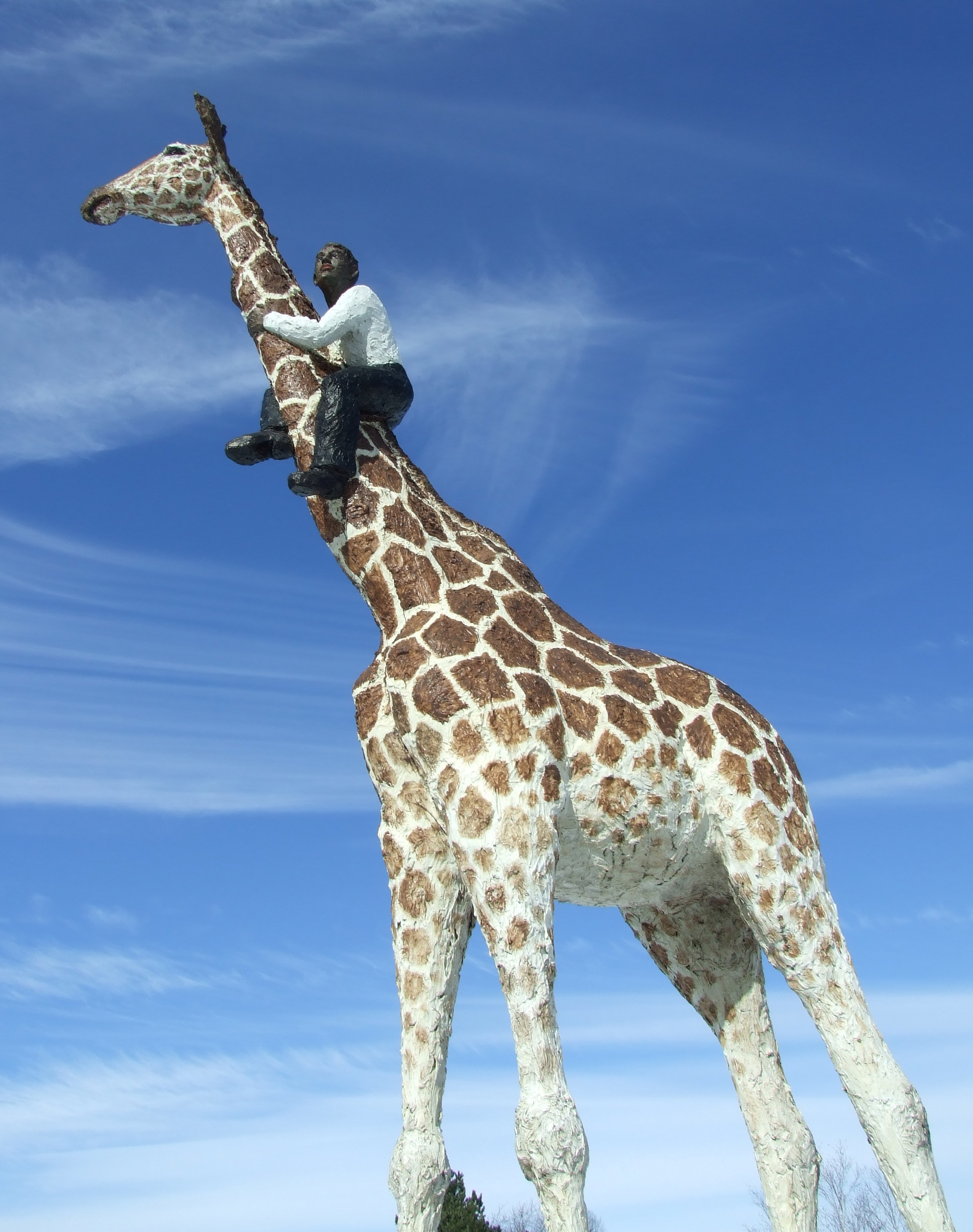
Скульптура роботи Стефана Балкенхоля перед входом до зоопарку

Гамбурзький зоопарк створений 7 травня 1907 року.
Засновник зоопарку Карл Гаґенбек був науковцем, комерсантом та дресирувальником. Він мав свій цирк та займався торгівлею дикими тваринами. Першим у світі запропонував утримання тварин у природних для них умовах, просторих вольєрах, що потім назвали «зоопарковою революцією Гаґенбека». Гамбурзький зоопарк є приватним і до сьогодні належить родині Гаґенбеків. Вулиця, на якій розташований зоопарк, також названа на честь його творця (Hagenbeckstrasse).
Нині Гамбурзький зоопарк по праву вважається одним із найкращих у Європі.

## Опис

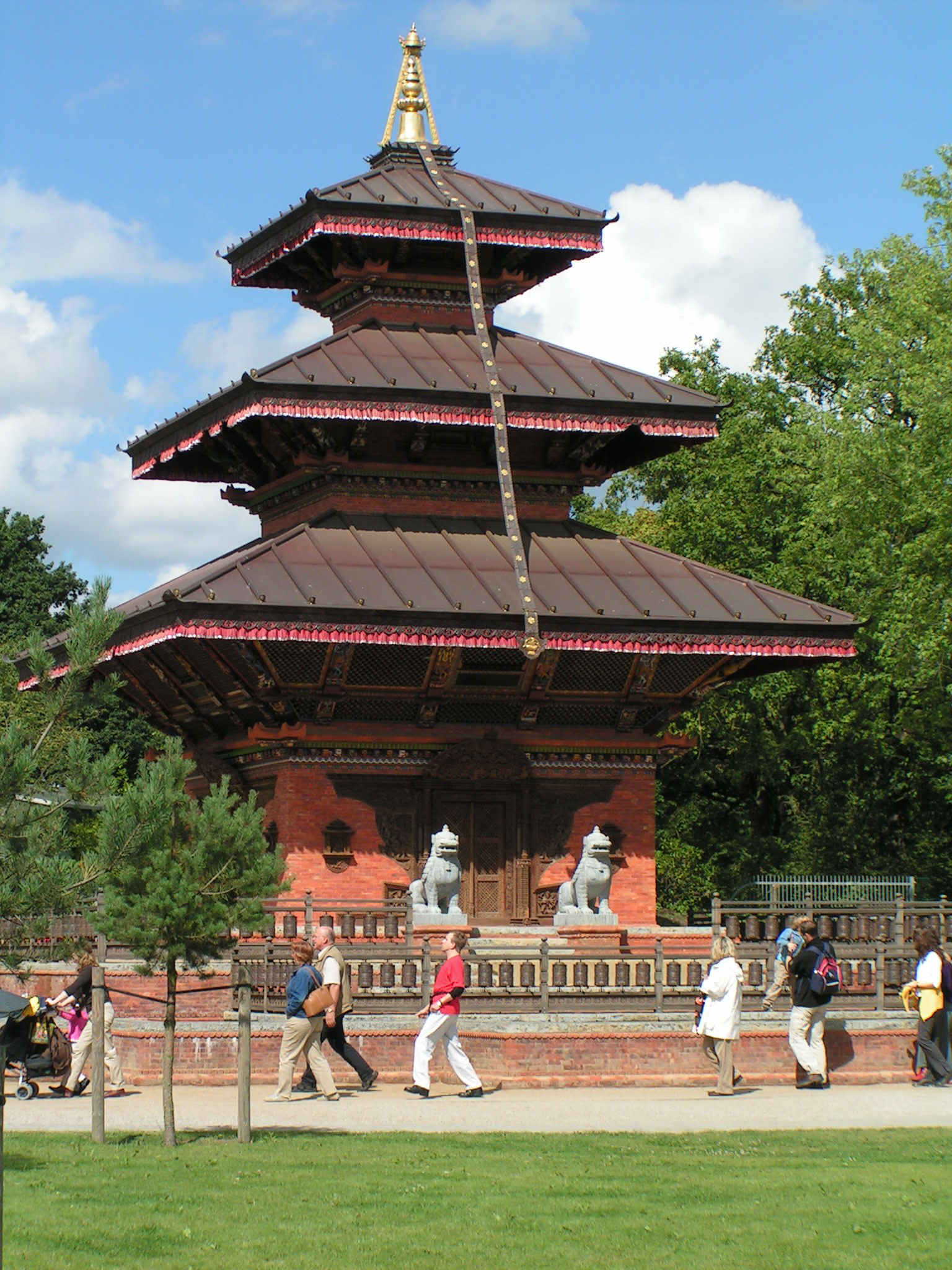
Пагода на початку маршрута по зоопарку

Площа зоопарку Гаґенбека — 25 Га. Парк являє собою мережу зі стежок та шляхів протяжністю близько 7 км, де можна побачити 210 видів наземних та водних тварин, птахів. На додаток у зоопарку є багато рослин з усього світу.
Біля головного входу у зоопарк розташований тропічний відділ з акваріумом. У відділі представлені 290 видів теплолюбних тварин та риб. Наземні тварини живуть у звичному для них середовищі серед звичних їхньому регіону рослин. У великому вольєрі мешкають крокодили. Окрасою акваріумної частини тропічного відділу є надвеликий акваріум зі скляною прозорою стіною, в якому плавають багато риб, серед яких помітні акули та скати манти. Навпроти прозорої стіни побудовано багато кам'яних лав у вигляді амфітеатру, де відвідувачі можуть тривало спостерігати за мешканцями акваріума.

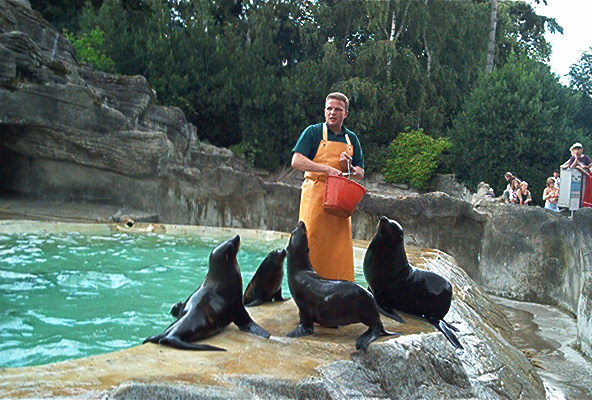
Годування морських котиків

У зоопарку кожна тварина виглядає вгодованою та доглянутою. Окремих тварин (кози, слони, альпаки тощо) можна годувати відвідувачам — для цього біля входу можна придбати за добровільний внесок спеціальні корми. Велику кількість тварин годують у точно призначений час, про що повідомляють відвідувачів зоопарку при вході. Деякі тварини, наприклад слони, дресовані. Невелика частка тварин і птахів знаходяться на вільному проживанні без будь-якої огорожі, зокрема дикі кролики, павичі тощо. Багато вольєрів містять окремі секції як для літнього, так й зимового перебування тварин.
Прямо перед історичним входом до зоопарку розташоване плато для камчатських ведмедів. Недалеко від входу є вольєр для невеликих гризунів з роду Кавія, вони мешкають у невеличких домівках, стилізованих під палаци та, навіть, кірху. Близько до входу є величезна відкрита ділянка з водоймою, де мешкають разом з гуанако, які охоче йдуть до людей, аби їх покормили, найбільші гризуни світу капібари, які людей уникають. У центрі зоопарку — вольєри з левами та далекосхідними тиграми, а перед ними — вольєр із зебрами. У великому вольєрі з сейшельськими гігантськими черепахами є скульптури найбільш відомих динозаврів у повний зріст. Над цим вольєром є підвісний хиткий міст, по якому за бажання можна пройти до скляного вольєру теплолюбних орангутанів. Інші мавпи (павіани, гамадрили) живуть у відкритих для повітря вольєрах.

## Галерея

Головний вхід до зоопарку
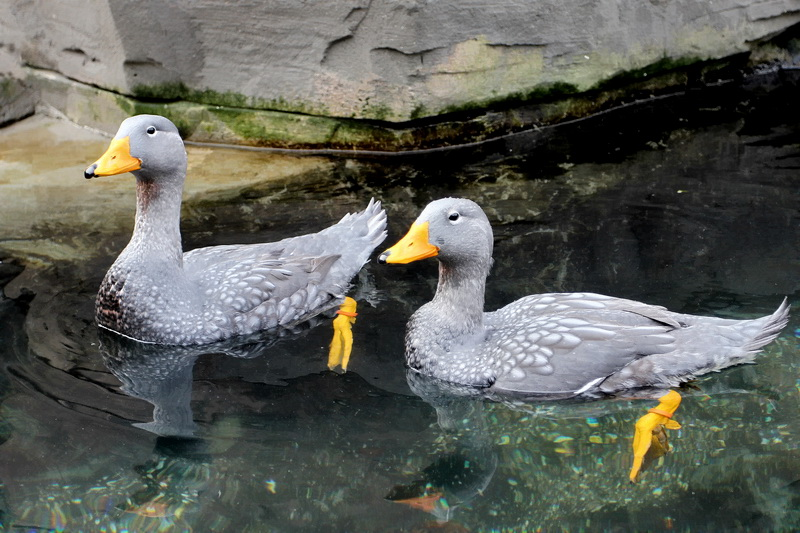
Магелланова качка-пароплав
Зебри
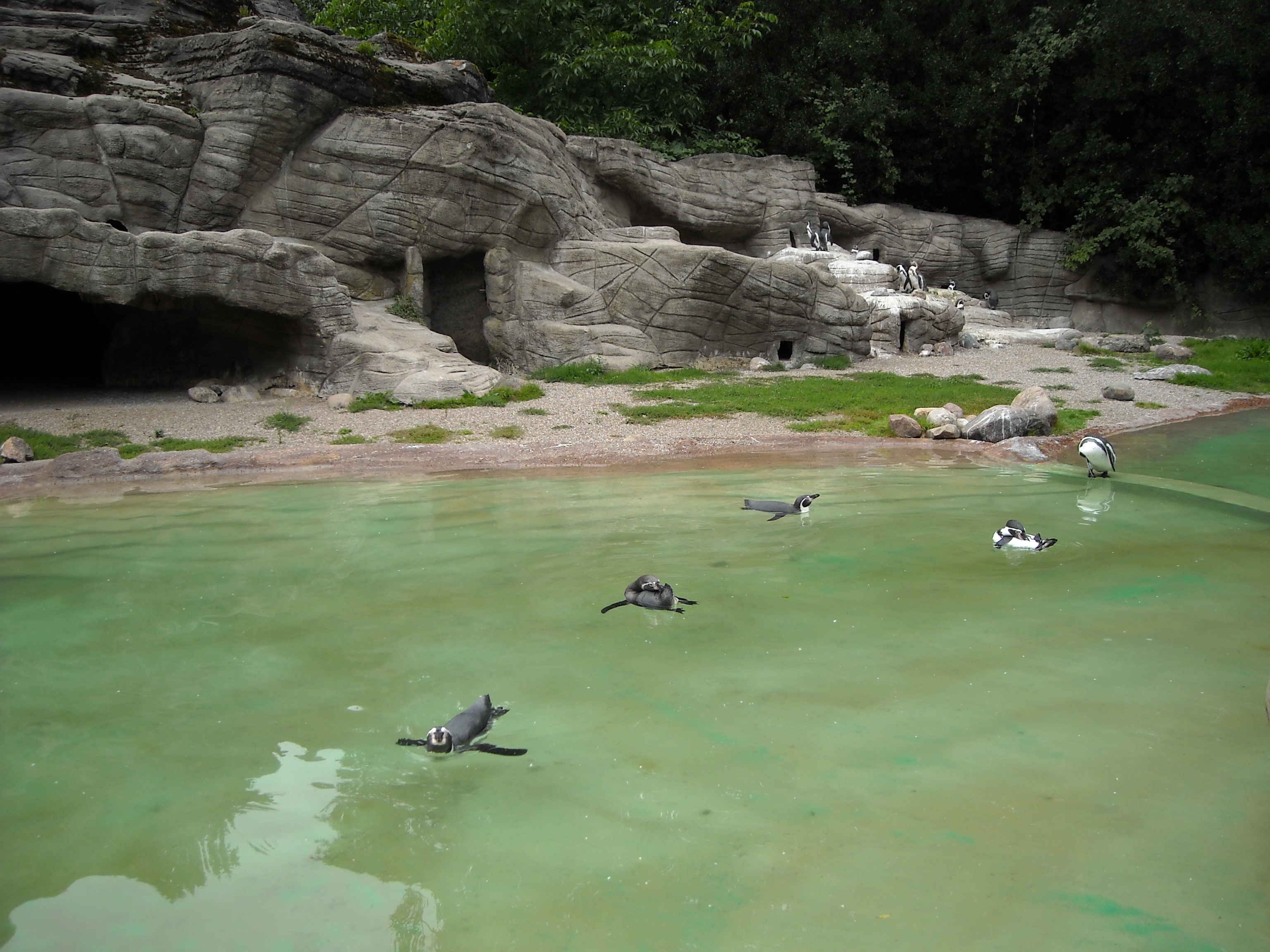
Пінгвіни
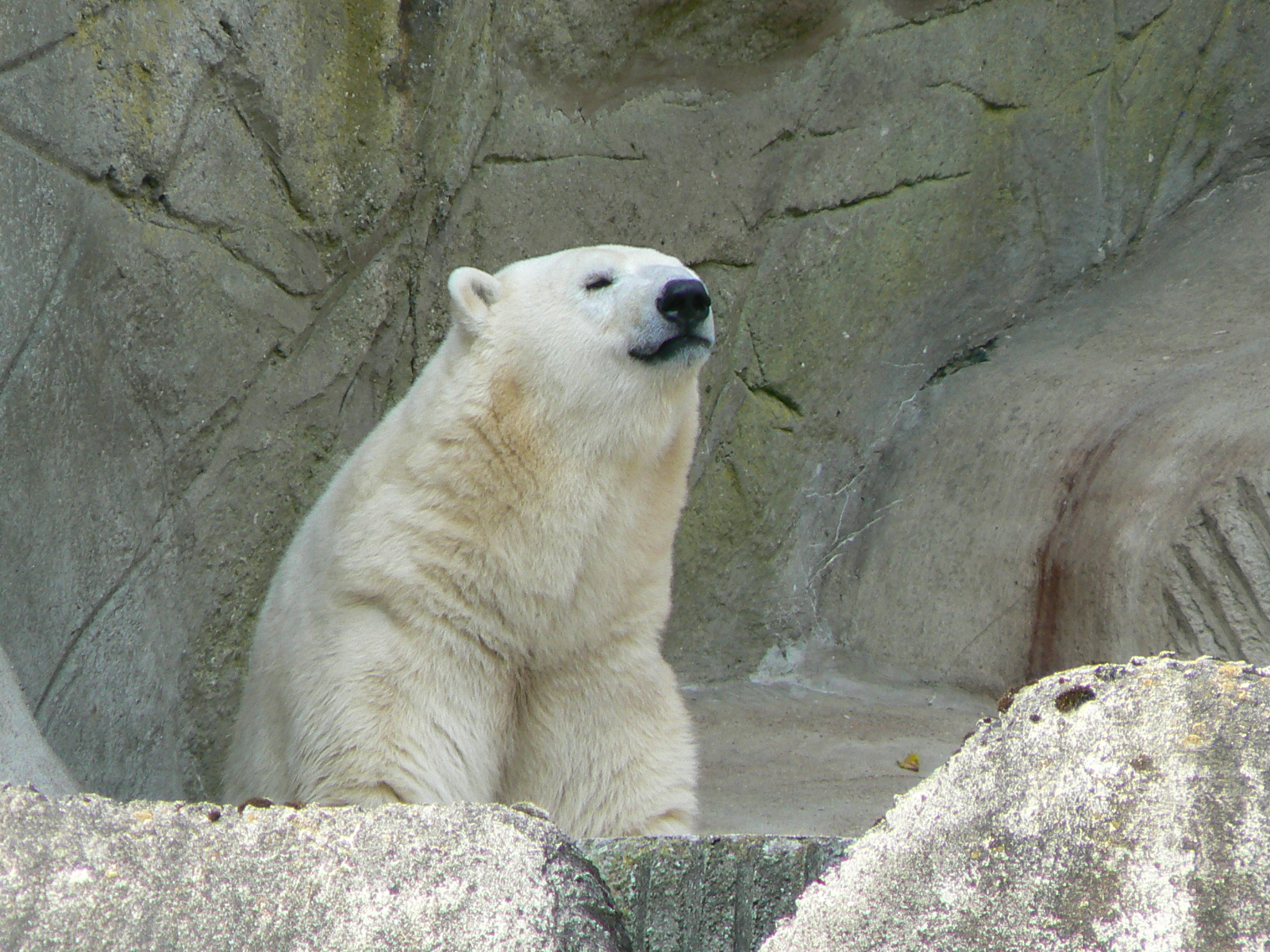
Білий ведмідь
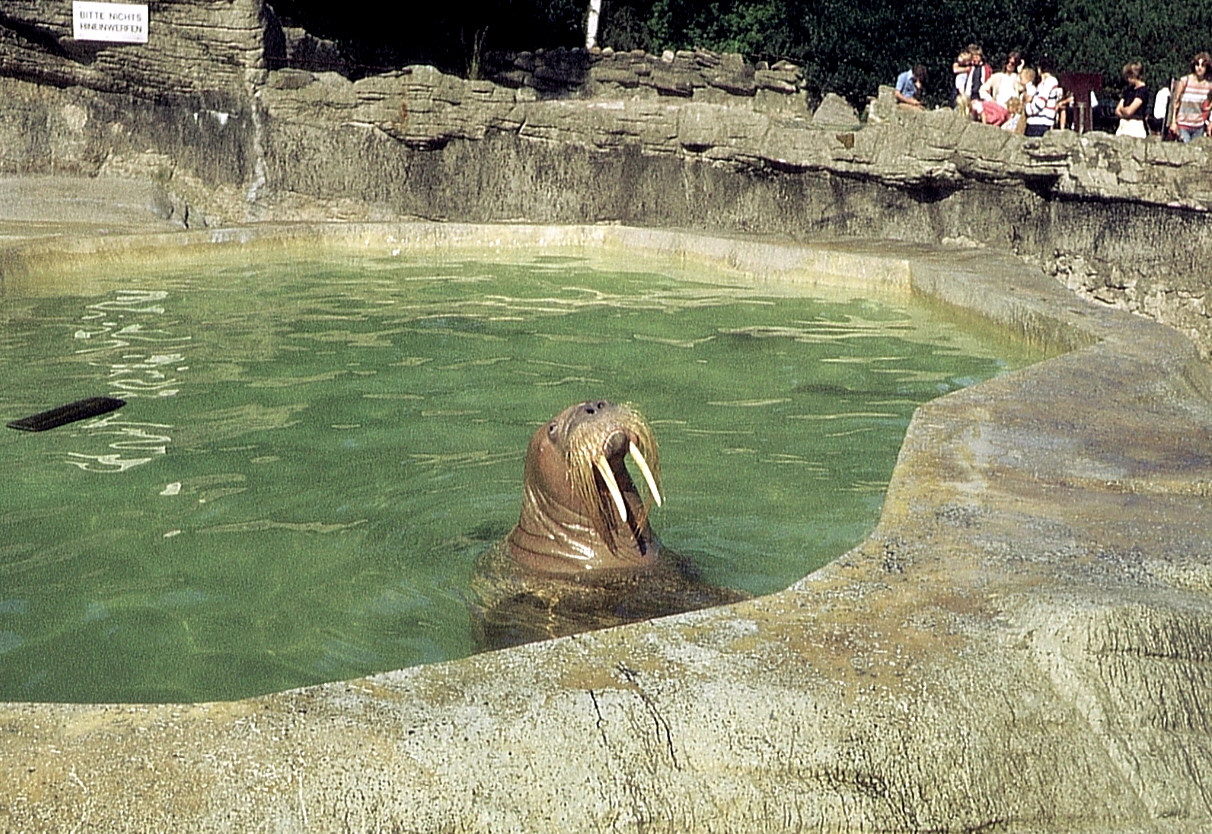
Морж
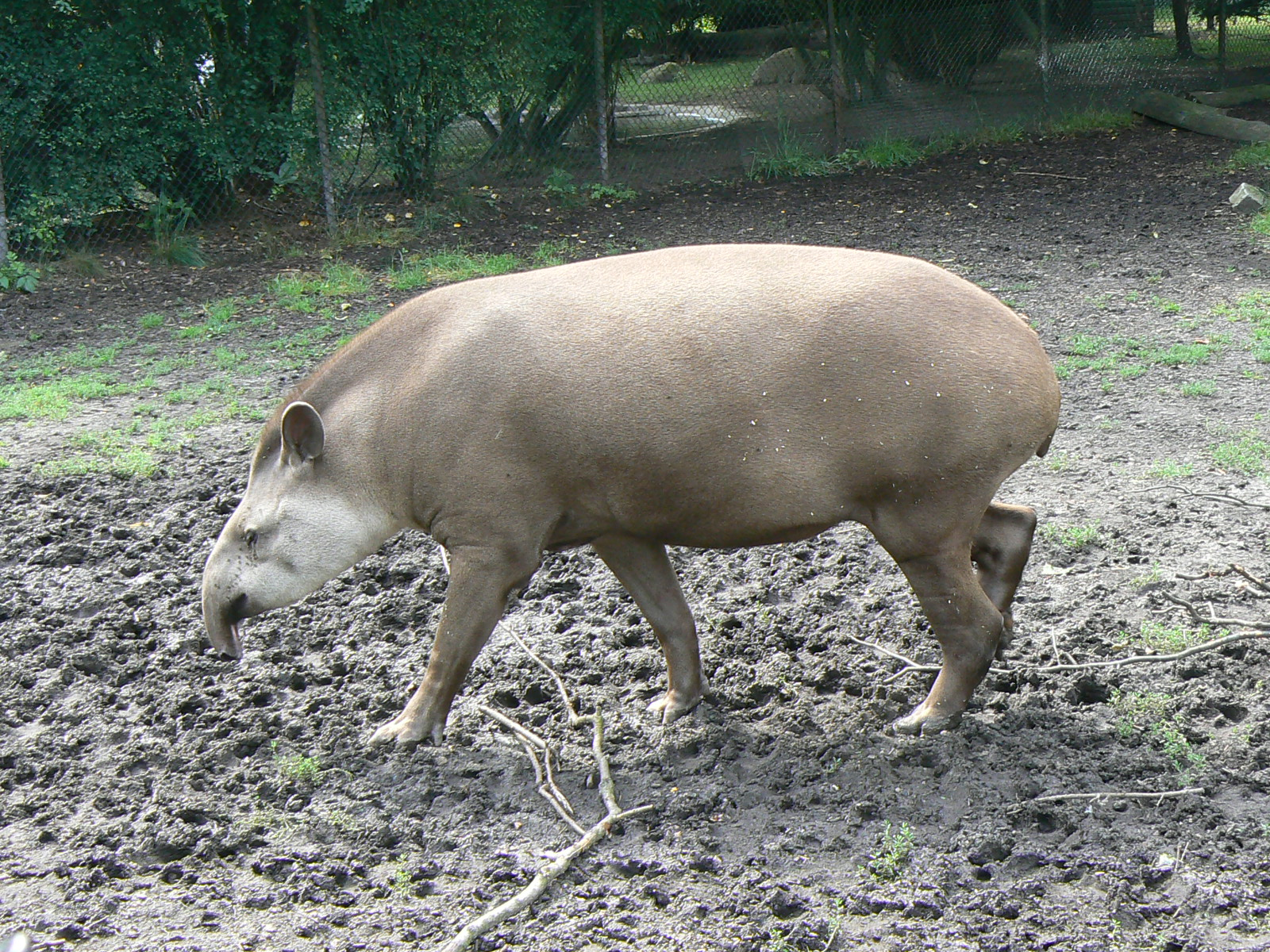
Тапір
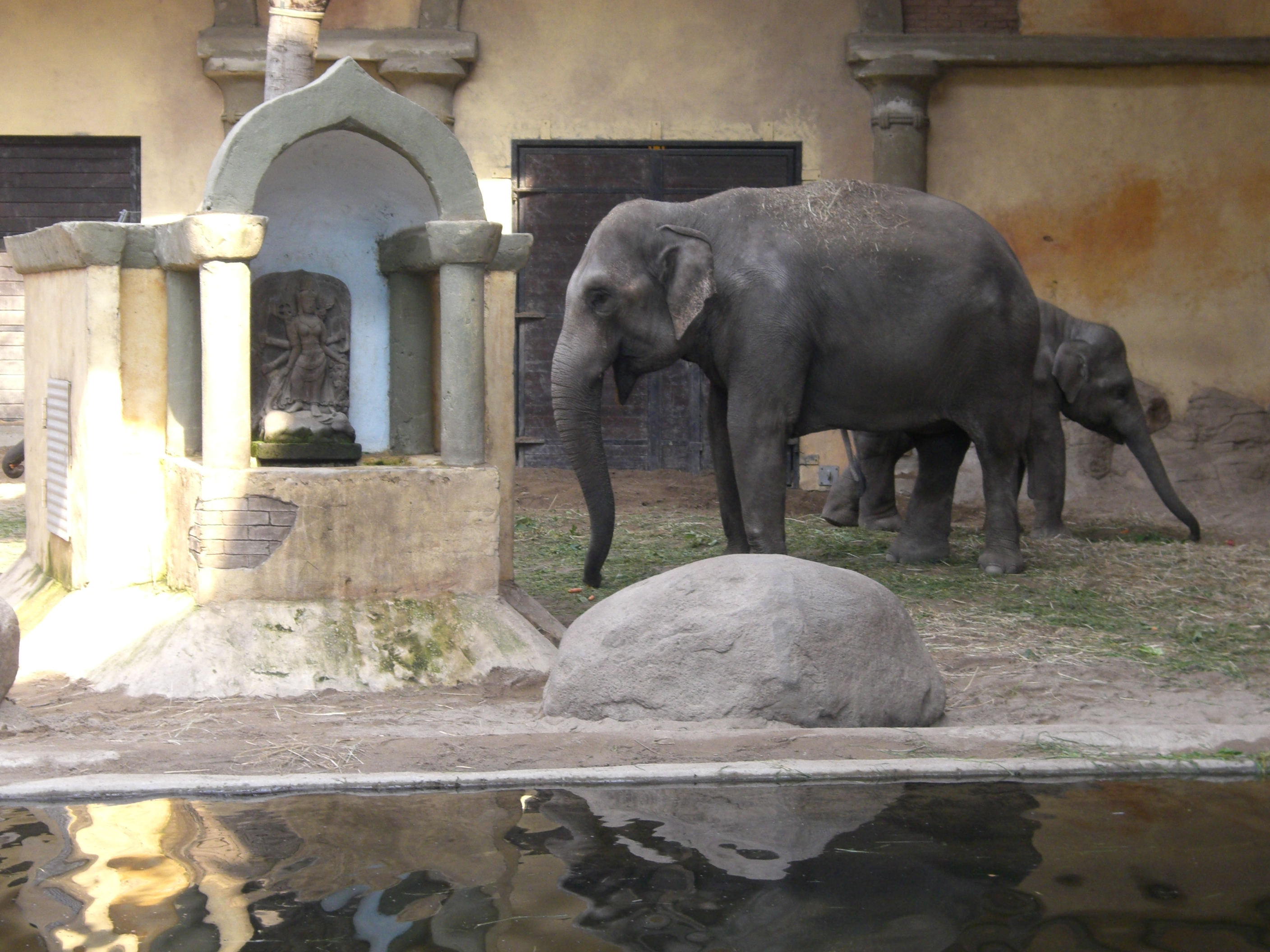
Дресований азійський слон зі слоненям
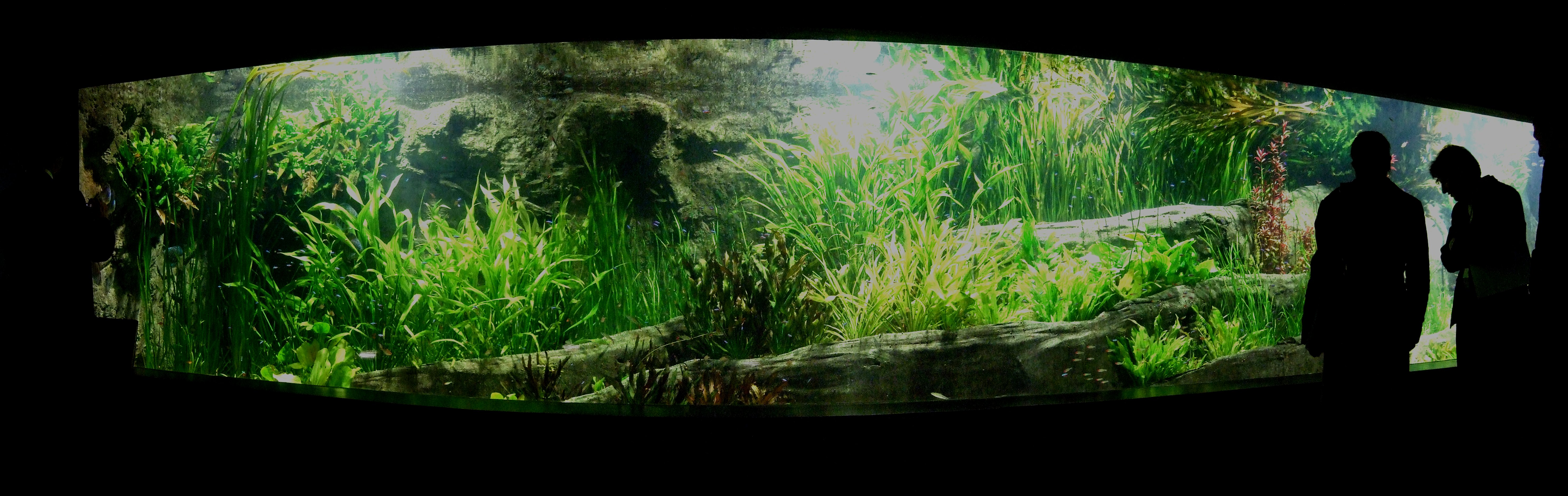
Найбільший акваріум тропічного відділу зоопарку
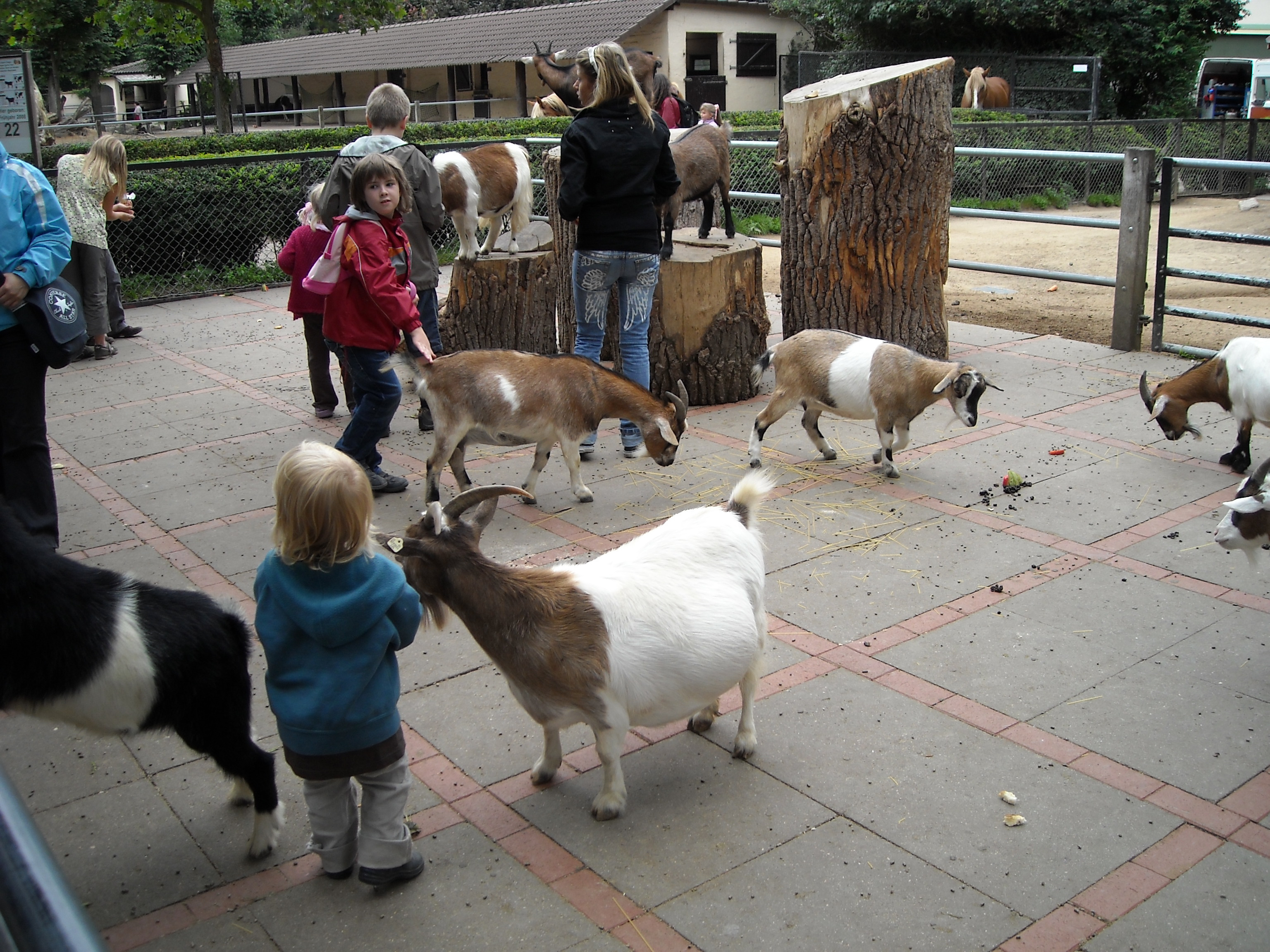
У зоопарку Гаґенбека відвідувачі мають можливість поспілкуватися з тваринами безпосередньо